# Червоноярка
Червоноярка — колишній населений пункт Компаніївського району Кіровоградської області.

## Стислі відомості
В 1920-х роках входило до складу Новопразького району Єлисаветградської округи
Підпорядковувалося Гарманівській сільській раді.
В часі штучного винищення населення 1932—1933 років голодною смертю померло не менше 2 мешканців села.
Приєднане до села Гарманівка 1986 року.